# Патсі (фільм, 1928)
«Патсі» (англ. The Patsy) — американська комедійна мелодрама режисера Кінга Відора 1928 року.

## Сюжет
Пат і її сестра Грейс люблять одного і того ж хлопця — Тома. А він більше цікавиться Грейс, і не звертає на Пат ніякої уваги. Вибравши зручний момент, Пат поскаржилася Тому, що хлопець, якого вона любить, на неї не дивиться. Том обіцяє навчити її, як «приручити» хлопця. Не довго думаючи, Пат застосовує на ньому ж його поради.

## У ролях
- Меріон Дейвіс — Патриція Гаррінгтон
- Орвілл Колдуелл — Тоні Андерсон
- Марі Дресслер — Ма Гаррінгтон
- Лоуренс Грей — Біллі Колдуелл
- Делл Гендерсон — Па Гаррінгтон
- Джейн Вінтон — Грейс Гаррінгтон
- Вільям Х. О'Браєн — офіціант